# Султан Махмуд (лінійний корабель, 1836)
«Султан Махмуд» (рос. дореф. «Султанъ Махмутъ») — вітрильний лінійний корабель Чорноморського флоту Російської імперії. Головний у серії кораблів однойменного типу.

## Опис
Один із восьми вітрильних 84-гарматних лінійних кораблів типу «Султан Махмуд», що будувалися в Миколаєві з 1836 по 1845 рік. Прототипом серії послужив корабель «Силістрія». Кругла корма цих кораблів підвищувала міцність корпусу, в його наборі використовували металеві деталі, а прядив'яні канати замінили на якір-ланцюги. Водотоннажність корабля становила 3790 тонн, довжина між перпендикулярами — 59,7 метри, довжина по деку — 60,1—60,2 метри, ширина — 15,8—16,3 метри, глибина інтрюма — 8,1 метри, осадка — 7,2 метри.
Озброєння корабля за відомостями з різних джерел становили від 84 до 96 гармат, з них від п'ятдесяти восьми до шістдесяти чотирьох 36-фунтових гармат, двадцять 24-фунтових гармат або гарматів-карронад, дві 24-фунтові, сім 18-фунтових, дві 12-фунтові і дві 8-фунтові карронади, а також чотири 1-пудових єдинороги. Екіпаж корабля складав 750 осіб.
Названий на честь турецького султана Махмуда II, з яким 2 вересня 1829 року Російською імперією було укладено Адріанопольський мирний договір.
Носову частину корабля прикрашало погрудне зображення султана. Фігура виконана в жанрі скульптурного портрета. Махмуд зображений смаглявим чоловіком зі східними рисами обличчя і пишними вусами у смугастій чалмі й темно-синьому мундирі із золотими візерунками. У присвоєнні судну імені султана в Санкт-Петербурзі вбачали акт дипломатичної ввічливості і головний морський штаб доручив про це повідомити турків, однак російський уряд не врахував того, що зображення людей за тодішніми законами ісламу не допускалося.

## Історія
Закладений у Миколаєві на стапелі Миколаївського адміралтейства 1 лютого 1835 року, головний будівник — капітан корпусу корабельних інженерів В. Г. Апостолі. Після спуску на воду 31 жовтня 1836 року перейшов до Севастополя і увійшов до складу Чорноморського флоту Російської імперії.
Брав участь у створенні Кавказької укріпленої берегової лінії. Під час військової кампанії Російської імперії 1838 року 12 травня у складі ескадри віцеадмірала М. П. Лазарєва брав участь у висадці десантів, які заснували Вельямінівське укріплення в гирлі річки Туапсе, 10 липня у складі ескадри контрадмірала С. П. Хрущова — у висадці десантів, які заснували Тенгінське укріплення в гирлі річки Шапсухо, а 12 вересня знову у складі ескадри М. П. Лазарєва висаджував десант у Цемеській бухті.
Під час кампанії наступного 1839 року знову брав участь у висадці десантів: 3 травня у складі ескадри М. П. Лазарєва в гирлі річки Субаші, а 7 липня у складі ескадри С. П. Хрущова в гирлі річки Псезуапсе. Десанти, що висадилися, заснували Головінське і Лазарєвське укріплення відповідно. У 1839 році командир корабля, капітан 1-го рангу О. С. Ушаков, за відмінності при висадці десантів був нагороджений орденом Святого Володимира III ступеня.
10 і 22 травня 1840 року у складі ескадри віцеадмірала М. П. Лазарєва висаджував десанти для захоплення Вельямінівського і Лазарєвського фортів, раніше завойованих кавказцями.
З 1840 по 1844 рік у складі ескадр кораблів Чорноморського флоту виходив у практичні плавання в Чорне море. У 1842 році також брав участь у транспортуванні десантних військ із Севастополя до Одеси, а в серпні та вересні наступного 1843 року в перевезенні 13-ї дивізії назад з Одеси до Севастополя.
З 1845 до 1848 року на чолі ескадр під прапором контрадмірала О. С. Ушакова виходив у практичні та крейсерські плавання до східних берегів Чорного моря. У тому ж році на кораблі тримав свій прапор Е. І. Вергопуло. У 1849 році знову брав участь у практичних плаваннях у тому ж морі.
Після закінчення служби 1852 року корабель «Султан Махмуд» було переобладнано на блокшив, а наступного 1853 року блокшив зазнав тимберування в Севастополі. За одними даними в 1854 році корабель був розібраний на дрова в Севастополі, за іншими — там же затоплений.

## Командири
- О. С. Ушаков (1837—1841);
- В. А. Власьєв (1842);
- О. С. Ушаков (1843—1844);
- Ф. І. Ратч (1845—1846);
- М. П. Вульф (1846—1851).